# 加里宁诺村委员会 (阿穆尔州)
加里宁诺村委员会（俄语：Калининский сельсовет）是俄罗斯联邦阿穆尔州米哈伊洛夫卡区所属的一个村委员会。其下辖有2个居民点，行政中心为加里宁诺。据2016年统计，该村委员会的人口为795人。